# Highbury & Islington (metrostation)
Highbury & Islington is een station van de Northern City Line en van London Underground aan de Victoria Line.

## Geschiedenis

### Northern City Line
Op 28 juni 1904 opende de Great Northern & City Railway (GN&CR) een ondergrondse lijn tussen Finsbury Park en Moorgate. Onderweg kwam er een station bij spoorwegstation Highbury & Islington uit 1850. Het bovengrondse stationsgebouw kwam aan de oostkant van Holloway Road, schuin tegenover het spoorwegstation. De GN&CR werd vanaf 1913 tot 1933, toen het OV in Londen werd genationaliseerd, geëxploiteerd door de Metropolitan Railway. Op 1 juli 1933 gingen de metrobedrijven op in de London Passenger Transport Board, kortweg London Transport, die de metrolijnen hernoemde met de uniforme uitgang Line. De GN&CR werd Northern City Line en bleef tot 4 oktober 1975 onderdeel van de Undergound. In het kader van het Northern Heights project werd de lijn in 1933 onderdeel van de Northern Line en het was destijds de bedoeling om de lijn te koppelen aan de voorstadslijn van LNER die ten noorden van Finsbury Park naar Alexandra Palace en High Barnet liep. Zodoende zou er ook een fysieke verbinding zijn met de Northern Line, maar de Tweede Wereldoorlog zette een streep door het plan. De treindiensten op de voorstadslijn van LNER werden na afloop van de oorlog hervat, maar in 1954 werden de toen nog niet geëlektrificeerde delen gesloten zodat de Northern City Line een eilandbedrijf werd. Op 4 oktober 1975 werd de lijn door de Underground van de hand gedaan en is sindsdien onderdeel van het nationale spoorwegnet.

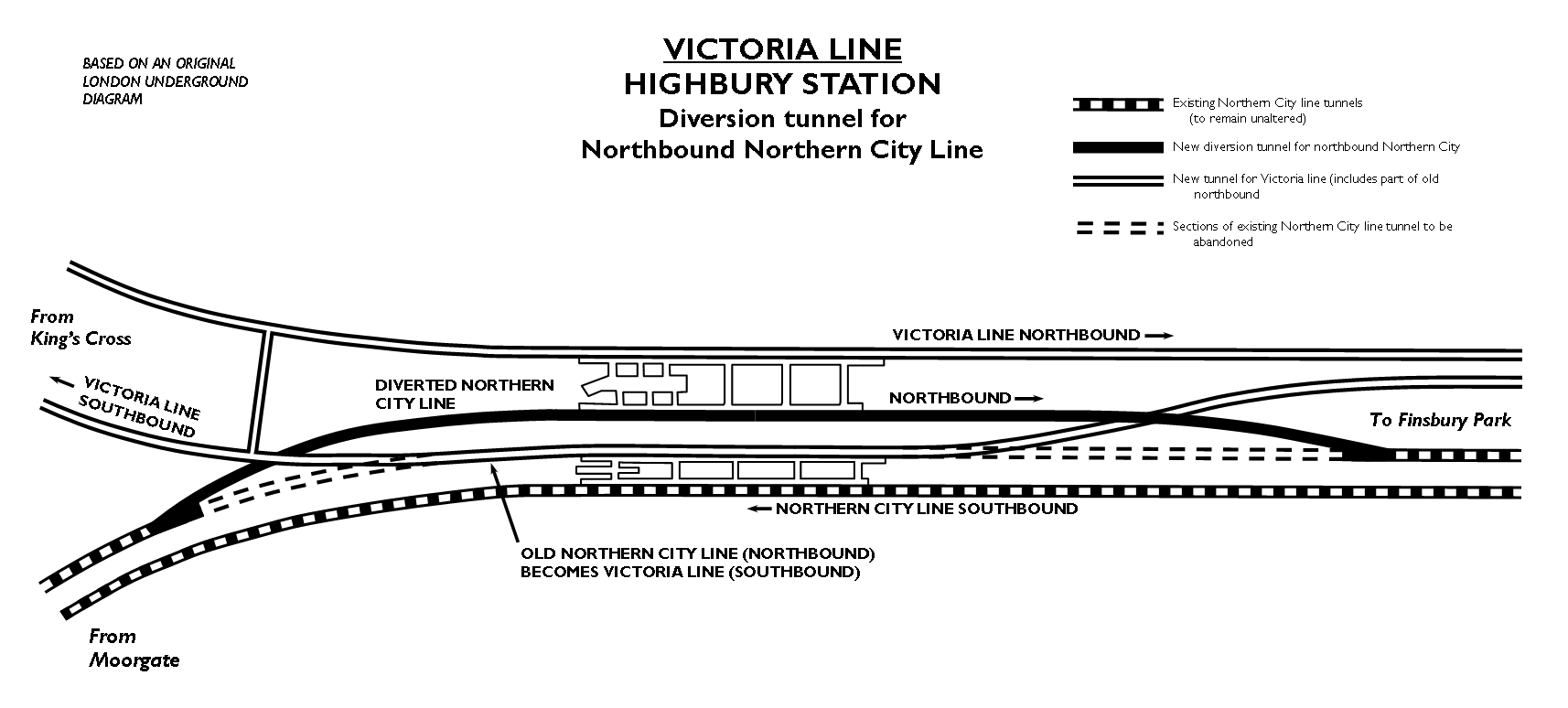
Plattegrond van het station met de wijzigingen ten behoeve van de Victoria Line (Het noorden ligt rechts)

### Victoria Line
Het tracébesluit voor de Victoria Line werd in 1955 genomen en de aanleg begon in 1962. De lijn werd zo gepland dat op vrijwel alle stations een overstap, bij voorkeur met een overstap op hetzelfde perron, op trein of een andere metrolijn mogelijk is. Voor Highbury & Islington betekende dit een overstap tussen de nieuwe lijn en de geïsoleerde Northern City Line. Hiervoor werden naast de perrons op 18 meter diepte aan de westkant twee nieuwe gebouwd waar de beide lijnen in noordelijke richting zouden stoppen. De perrons uit 1904 zijn vervolgens gebruikt voor de diensten naar het zuiden. In verband met de gewenste overstap mogelijkheden tussen de Victoria Line en de Northern Line bij Euston kruisen de buizen van de Victoria Line elkaar ten zuiden van het station. Hierdoor rijdt de Victoria Line tussen Highbury & Islington en Oxford Circus rechts in plaats van links. De ondergrondse uitbreiding ging gepaard met de plaatsing van roltrappen russen de perrons en het stationsgebouw aan de westkant van Holloway Road. Het stationsgebouw aan de westkant werd herbouwd, waarmee ook de oorlogsschade werd opgeruimd. Het nieuwe stationsgebouw, van trein en metro, werd samen met de Victoria Line op 1 september 1968 geopend. Hierdoor was het GN&CR gebouw overbodig voor reizigers en werd het hergebruikt om de seinapparatuur van de Victoria Line te huisvesten, de gevel werd in 2006 opgeknapt. Zoals gebruikelijk langs de Victoria Line hebben de bankjes langs het perron een uniek tegelmotief, in dit geval het gesloopte kasteel High Bury.  

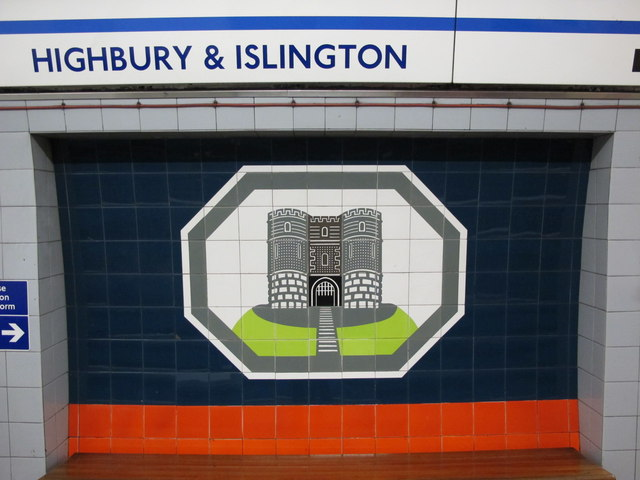
Het voormalige kasteel High Bury langs de Victoria Line
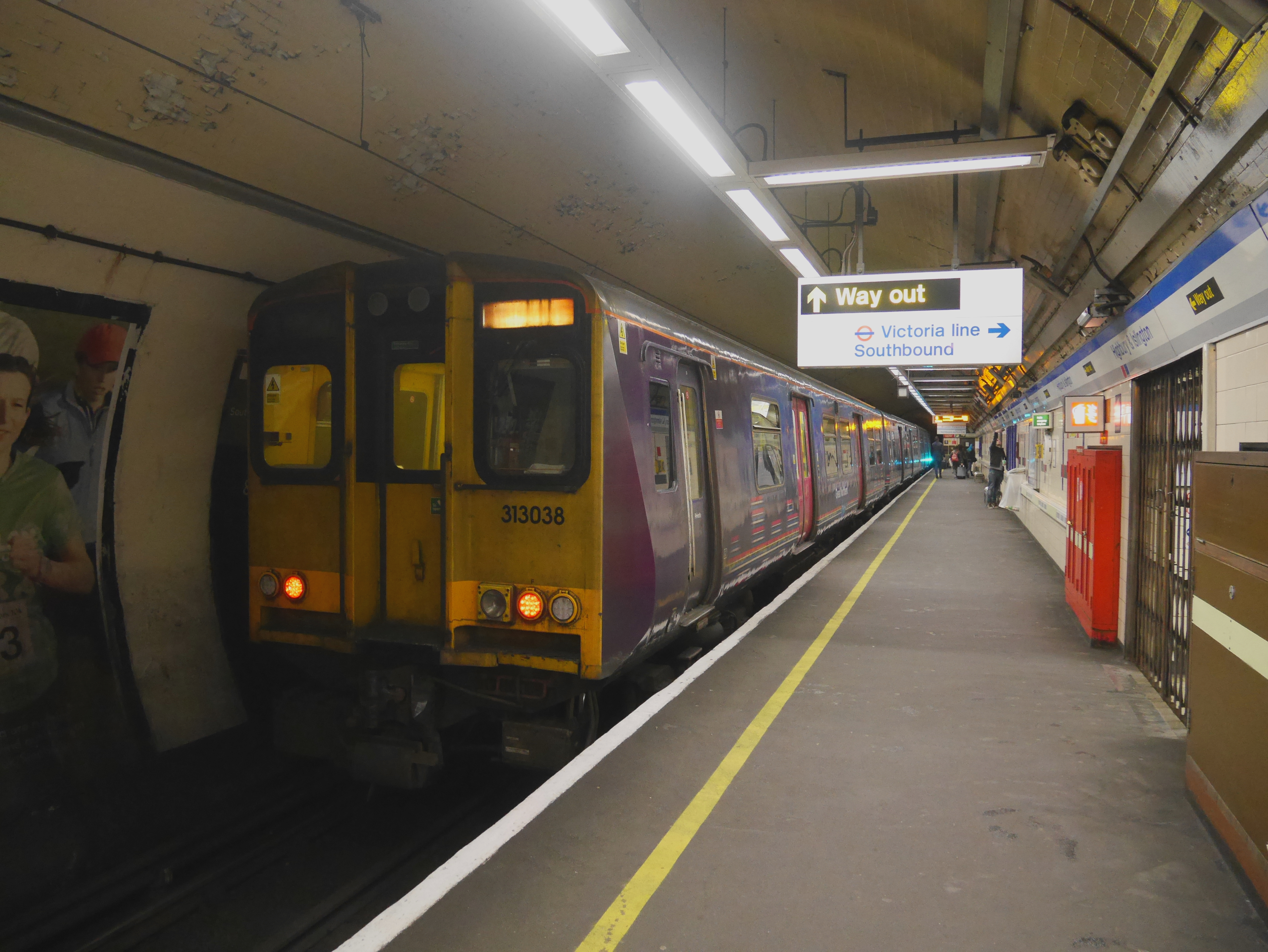
Great Northern langs het perron uit 1904.
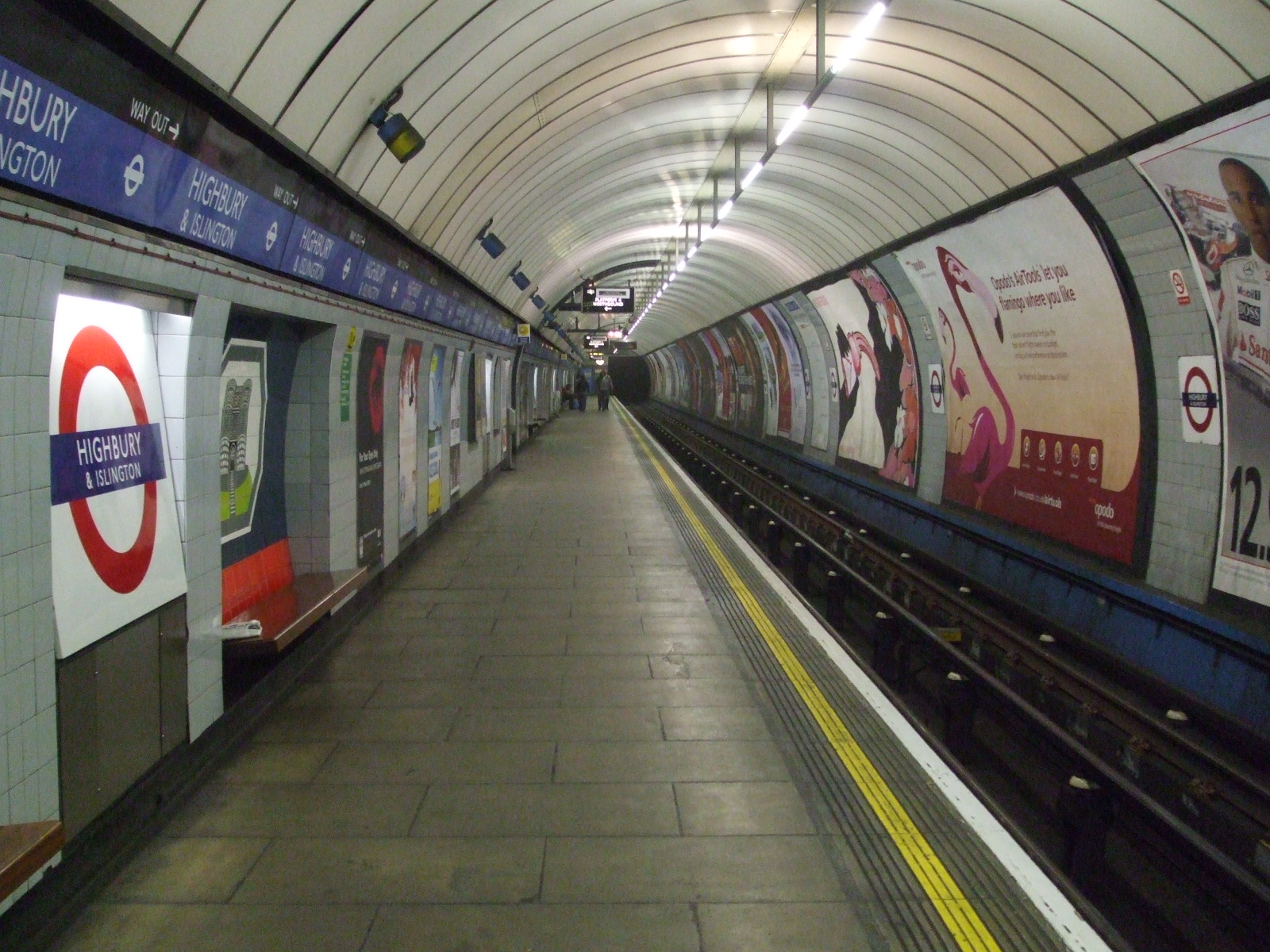
Het perron van de Victoria Line uit 1968

## Ligging en inrichting
Het station ligt aan de Victoria Line tussen Finsbury Park en King's Cross St. Pancras. Daarnaast exploiteert First Capital Connect de Northern City Line van Moorgate richting de East Coast Main Line. Het heeft een gemeenschappelijk bovengrondse stationshal met het overground station.
De acht sporen van het spoorwegstation en het metrostation bij Highbury & Islington zijn doorgenummerd 1 t/m 8. De sporen 3 t/m 6 liggen op 18 meter diepte onder de zuidpunt van Highbury Fields op 3,6 km ten noorden van Moorgate. Door de beoogde overstapfunctie van de Victoria Line zijn ze per rijrichting paarsgewijs verbonden met een verdeelhal tussen de perrons van het dubbelgewelfdstation. De diensten op de Northern City Line worden verzorgd door Great Northern. De verdeelhallen zijn met vaste trappen verbonden met reizigerstunnels boven de sporen. Door de twee parallelle tunnels zijn instappers en uitstappers tussen perron en roltrap gescheiden. De roltrapgroep tussen de reizigerstunnel en de stationshal van het gemeenschappelijke stationsgebouw ligt schuin onder Holloway Road.

## Reizigersdiensten
Het station ligt in travelcard zone 2 van London. Volgens een telling van het Office of Rail and Road stond het station op de 13e plaats in het Verenigd Koninkrijk gemeten naar het aantal reizigers in 2018/19. De sporen worden als volgt gebruikt:
- Spoor 3 Victoria Line in noordelijke richting.
- Spoor 4 Northern City Line in noordelijke richting.
- Spoor 5 Victoria Line in zuidelijke richting.
- Spoor 6 Northern City Line in zuidelijke richting.

De sporen van de Victoria Line zijn onderdeel van de metro, de andere sporen behoren tot het nationale spoorwegnet. 

### Great Northern
- Van maandag tot en met vrijdag is er ongeveer elke 4-15 minuten een dienst voor 10:00 uur, daarna wordt tot 16:00 uur om de tien minuten, waarna de frequentie weer verandert in elke 4-15 minuten tot het einde van de dienst.
- Vóór december 2015 werden weekend- en avonddiensten omgeleid naar Kings Cross vanuit Finsbury Park en deden die Highbury & Islington niet aan.
- Treinen in noordelijke richting rijden afwisselend naar Welwyn Garden City en naar Hertford North, met eens per uur diensten naar Letchworth op weekdagen en Stevenage in het weekeinde.

### Victoria Line
In westelijke richting is er de hele dag, de hele week een dienst om de 2-5 minuten. In oostelijke richting rijdt de metro de hele dag, de hele week om de 2-8 minuten.

## Fotoarchief
- London Transport Museum Photographic Archive
  - GN&CR gebouw kort na de integratie van de Metropolitan Railway in de London Underground, 1933
  - Achteringang van het GN&CR gebouw aan Highbury Crescent, 1934
  - Stationshal van het GN&CR gebouw, 1935
  - Gezamenlijke kaartverkoop in 1970
  - Northern City Line perron richting centrum in 1975
  - Gezamenlijke kaartverkoop in 2005
  - Ingang van het station in 2005, met links de overblijfselen van het oorspronkelijk station van de NLR

Walthamstow Central ·
Blackhorse Road ·
Tottenham Hale ·
Seven Sisters ·
Finsbury Park ·
Highbury & Islington ·
King's Cross St. Pancras ·
Euston ·
Warren Street ·
Oxford Circus ·
Green Park ·
Victoria ·
Pimlico ·
Vauxhall ·
Stockwell ·
Brixton